# Calyptothecium crispulum
Calyptothecium crispulum är en bladmossart som beskrevs av Brotherus 1906. Calyptothecium crispulum ingår i släktet Calyptothecium och familjen Pterobryaceae. Inga underarter finns listade i Catalogue of Life.